# Karpatski narodni park
Karpatski narodni park (ukrajinsko: Карпатський національний природний парк) je narodni park v Ivano-Frankivski oblasti v Ukrajini. Park je bil ustanovljen 3. junija 1980 za zaščito krajine Karpatov. Sedež parka je v mestu Jaremče. Karpatski narodni park je bil prvi v Ukrajini in je eden največjih narodnih parkov v državi.

## Topografija
Območje parka je razdeljeno med Nadvirnski in Verhovinski rajon na jugozahodu Ivano-Frankivske oblasti, na meji z Zakarpatsko oblastjo. Površina parka je 515,7 kvadratnih kilometrov, od tega je 3834 kvadratnih kilometrov območje, kjer je kakršna koli gospodarska dejavnost prepovedana. Park leži v najvišjem delu ukrajinskih Karpatov, na vzhodnih pobočjih v porečju reke Prut in reke Črni Čeremoš. Prut ima v parku izvir. Najvišja točka Ukrajine, gora Goverla (2061 metrov), je na meji parka. Najnižja točka parka je približno 500 metrov.
Leta 1921 je bil v najvišjem delu ukrajinskih Karpatov ustanovljen naravni rezervat, ki je imel prvotno površino 4,47 kvadratnih kilometrov. Leta 1968 so ga združili v novo ustvarjeni Karpatski državni rezervat. Karpatski narodni park pa je bil ustanovljen leta 1980 z odlokom Sveta ministrov Ukrajinske sovjetske socialistične republike in je obsegal približno polovico območja, ki je prej pripadalo Karpatskemu državnemu rezervatu. Park je neodvisna enota, ki je podrejena Ministrstvu za ekologijo in naravne vire Ukrajine.

## Ekoregija in podnebje
Park je v ekoregiji Karpatski montanski iglavci. Zaradi nadmorske višine je podnebje Karpatskega parka subarktično podnebje, brez sušne sezone (Köppnova podnebna klasifikacija Dfc). Za to podnebje so značilna blaga poletja (le 1–3 mesece nad 10 ° C) in hladne, snežne zime (najhladnejši mesec pod –3 ° C).

## Rastlinstvo in živalstvo
Krajina v parku vključuje alpske travnike in gozdove. Tri najpogostejše drevesne vrste v parku so bela jelka, evropska bukev in smreka. Slap Guk, ki je v parku, je najvišji slap z enim padcem v ukrajinskih Karpatih (84 metrov). Obstajata dve jezeri ledeniškega izvora.

## Javna uporaba
Območje Karpatskega narodnega parka je bilo zgodovinsko poseljeno s Huculi in vsebuje številne spomenike zgodovine in arhitekture, vključno z zgodovinskimi lesenimi stavbami. Aktivno se uporablja za turizem z 48 vzdrževanimi potmi (stanje 2022).